# 日置忠英
日置 忠英（へき ただひで、明和3年10月9日（1766年10月27日） - 天明2年8月12日（1782年9月13日））は、江戸時代中期から後期にかけての武士。岡山藩の家老。備前金川1万6000石の領主。通称は三次郎。
明和3年（1766年）10月9日に、中老池田森英の次男として岡山で生まれる。安永8年（1779年）、祖父池田森臻の実家の日置家で、当主の忠辰が急死し、その子の忠章が幼いため養子として迎えられ、岡山藩家老・備前金川領主となる。藩主池田治政は茶の湯に熱心で、たびたび後楽園で茶会を開き、忠英も参加している。天明2年（1782年）8月12日没。家督は順養子にした忠章が相続した。